# Xerodraba patagonica
Xerodraba patagonica là một loài thực vật có hoa trong họ Cải. Loài này được (Speg.) Skottsb. miêu tả khoa học đầu tiên.